# Cours Vystrel
 (janvier 2024).
Si vous disposez d'ouvrages ou d'articles de référence ou si vous connaissez des sites web de qualité traitant du thème abordé ici, merci de compléter l'article en donnant les références utiles à sa vérifiabilité et en les liant à la section « Notes et références ».
Le cours Vystrel (en russe : Курсы «Выстрел») est le nom des cours de formation d'officiers des forces armées de l'Union soviétique, puis des forces armées de la fédération de Russie, situés à Solnetchnogorsk. La formation est d'une durée d'un an, avec un programme d'entraînement tactique d'infanterie destiné au commandement de bataillon ou de régiment de l'Armée rouge, puis de l'armée russe, ainsi qu'aux officiers militaires des pays du bloc de l'Est.

## Histoire
L'École supérieure d'infanterie pour les commandants de l'Armée rouge ouvrière et paysanne est créée en novembre 1918 à la place de l'École des officiers d'infanterie Oranienbaum de l'armée impériale russe. Le terme Vystrel est à la fois un mot russe signifiant « tir » et un mot greffé de l'expression « tactique d'infanterie haut de gamme » (вы шая тактическо -стрел ковая школа - выстрел).
La mission de l'école est de former des officiers pour l'infanterie, mais elle est également impliquée dans la recherche et le développement d'armes et dans le développement de matériels de formation. Le cours est proposé deux fois par an pendant cinq mois et demi, formant les futurs commandants de compagnie. Au cours de la première décennie de son existence, 6 000 officiers en sont diplômés, avec un effectif moyen d'environ 300 cadets dans les années 1920 et 1930. En 1932, le cours est divisé en deux départements, un pour les tactiques d'infanterie et un pour les tactiques mécanisées ; puis divisé en deux écoles un an plus tard. En 1936, Vystrel s'élargit pour inclure des cours destinés aux commandants de bataillon et de régiment.
Le 26 décembre 1926, le bataillon d'entraînement du cours de tactique d'infanterie sert de base à la formation du 2e régiment de fusiliers de la division de fusiliers prolétariens de Moscou du district militaire de Moscou. En 1929, Vystrel ajoute à sa structure une formation de tireur d'élite.
Après le déclenchement de l'opération Barbarossa en 1941, les cours sont transférés de Solnetchnogorsk dans l'oblast de Moscou vers Kyshtym dans l'oblast de Tcheliabinsk avec des cours secondaires également organisés à Gorki, Oulianovsk, Sverdlovsk, Novossibirsk, Arkhangelsk et Ordjonikidze. Pendant la guerre, plus de 200 anciens cadets de Vystrel reçoivent le titre de Héros de l'Union soviétique (dont huit personnes qui le reçoivent deux fois) et des milliers obtiennent des médailles de toutes sortes.
Après la guerre, les cours se concentrent sur l'analyse des expériences de combat et la mise en œuvre des enseignements tirés dans la formation des futurs officiers. À partir des années 1950, Vystrel étend sa formation aux officiers du pacte de Varsovie et des pays alliés, tels que la Yougoslavie, la Chine, le Vietnam, la Mongolie, l'Inde, l'Égypte, la Syrie, l'Algérie, l'Angola, Cuba, le Nicaragua, la Corée du Nord... Un cours de formation pour les observateurs militaires du maintien de la paix de l'ONU est dispensé à Vystrel. La formation des officiers étrangers se poursuit après l'effondrement de l'Union soviétique, y compris la formation pour les missions de maintien de la paix.
Le 1er novembre 1998, Vystrel est fusionnée avec l'Académie militaire Frounze et l'Académie blindée Malinovsky pour former l'Académie des forces armées de la Fédération de Russie, conformément à un décret du gouvernement fédéral de Russie. Sous les auspices de l'Académie, les anciens cours Vystrel sont réorganisés en Centre de formation des officiers Vystrel.
Le centre de formation de Vystrel est fermé lors de la réforme militaire russe de 2009. 

## Commandants
Voici les générations de commandants Vystrel : 
- Nikolaï Filatov (1918-1922)
- Pavel Pavlov (1922-1923)
- Nikolaï Kouibychev (1923-1925)
- Grigori Khakhanyan (1925-1927)
- Ivan Smoline (1927-1929)
- Kirill Stutzka (1929-1932)
- Constantin Gontcharuk (1932-1935)
- Léonty Ougryumov (1935-1936)
- Komdiv Alexandre Inno (1936-1937)
- Colonel Lev Sosedov (par intérim, 1937-1938)
- Komdiv Andreï Smirnov (1938-1940)
- Major-général Viktor Kosiakin (1940-1941)
- Major général Sergueï Smirnov (1941-1945 ; promu lieutenant général en janvier 1944)
- Lieutenant-général Max Reyter (1946-1950)
- Général Gueorgui Zakharov (1950-1953)
- Général Afanasy Beloborodov (1953-1954)
- Maréchal de l'Union soviétique Kirill Meretskov (1954-1955)
- Lieutenant-général Piotr Sobennikov (1955-1959)
- Lieutenant-général Ivan Lyudnikov (1959-1963)
- Général Yakov Kreyzer (1963-1969)
- Lieutenant-général David Dragunsky (1969-1986 ; promu lieutenant-général en novembre 1970)
- Général Fedot Kryvda (1986-1987)
- Général Ivan Gachkov (1987-1988)
- Général principal Leonid Generalov (1988-1991)
- Général Vladimir Chouralev (1991-1992)
- Général Viktor Novozhilov (1992-1998)
- Lieutenant-général Viktor Kochemasov (1998-2006)